# Otopteropus cartilagonodus
Otopteropus cartilagonodus är en däggdjursart som beskrevs av Dieter Kock 1969. Den är ensam i släktet Otopteropus som ingår i familjen flyghundar. Inga underarter finns listade.

## Utbredning
Denna flyghund förekommer på Luzon-öarna i norra Filippinerna.

## Ekologi
Arten vistas från låglänta områden till bergstrakter mellan 200 och 2 250 meter över havet. Habitatet utgörs av låglänta skogar, bergsskogar och molnskogar.
Otopteropus cartilagonodus når en kroppslängd (huvud och bål) av 5,5 till 9 cm och saknar svans. Underarmarnas längd som bestämmer djurets vingspann är 4 till 5 cm. Vikten varierar mellan 12 och 21 gram. Arten har långhårig päls som är mörkbrun till svart på ryggen och grå på buken. Ögonen är påfallande stora och öronen har röda kanter. Tandformeln är I 1/1 C 1/1 P 3/3 M 1/1, alltså 24 tänder.
Denna flyghund äter frukter som till exempel fikon. Honor som tillhör samma population föder sina ungar samtidigt. Troligen har arten fördröjd fosterutveckling, det vill säga det befruktade ägget vilar en tid innan den egentliga dräktigheten börjar. Vanligen föds en unge per gång.

## Bevarandestatus
IUCN kategoriserar arten globalt som livskraftig. Populationen minskar dock, och habitatförlust till följd av skogsavverkning listas som orsaken. IUCN konstaterar emellertid att populationerna i bergsskogar inte är nämnvärt hotade. Tidigare (1996) klassificerades arten som sårbar ("VU").